# Podolestes harrissoni
Podolestes harrissoni är en trollsländeart som beskrevs av Maurits Anne Lieftinck 1953. Podolestes harrissoni ingår i släktet Podolestes och familjen Megapodagrionidae. Inga underarter finns listade i Catalogue of Life.